# Pastora Echegaray
Pastora Echegaray (Eizaguirre) de González (Murcia, 28 de septiembre de 1850 - d. de 1898), fue una escritora española, hermana de los dramaturgos Miguel Echegaray y José Echegaray, que usó a veces el pseudónimo de Jorge Lacosta.

## Biografía
Era hija del doctor en medicina José Echegaray, catedrático de agricultura en Murcia, y de zootecnia en la Escuela de Veterinaria de Madrid. En 1881 se casó con Ricardo González Urrutia, interventor de la Ordenación de Pagos del Ministerio de la Gobernación, por lo que desde entonces se llamó Pastora Echegaray de González. Publicó diversos poemas en La Correspondencia de España, La Ilustración Ibérica y El Heraldo de Madrid entre 1892 y 1898, además de un volumen de poesías y un drama en verso. Las poesías, Mis pensamientos, incluyen además dos diálogos en verso, "Olvido y Esperanza" y "Cómo despierta el amor". El drama, que trata sobre un pintor, el amor y la envidia, es histórico y ambientado en Roma, en 1519.

## Obras
- Mis pensamientos. Poesías, Madrid: imprenta de José Rodríguez, 1893.
- Morir dos veces, Madrid: Florencio Fiscowich, 1890, drama en tres actos y en verso.

- Datos: Q70835742